# František Xaver Budínsky
František Xaver Budínsky, také Franciscus Xaverius Budinszky, (1676–1727) byl východoslovenský varhaník a hudební skladatel.

## Život
P. František Xaver Budinský, SJ byl jezuitským knězem. Působil v několika klášterech tehdejší rakouské provincie, nejdéle v Trnavě a v Košicích. Jeho skladby se dochovaly v archivu Katedrály svaté Alžběty v Košicích a v opisech i na několika dalších kůrech na východě Slovenska.

## Dílo
- O homo mortalis
- Vesperae
- Cantata pro sbor, dvoje housle, dvě violy a generální bas
- Non me Tyranni pænae de sancto Joanne Nepomuceno (árie pro soprán)